# 厦门市园林植物园
厦门市园林植物园，又称万石植物园，是一座位于中华人民共和国福建省厦门市思明区的植物园，总面积4.91平方公里，拥有超过9,000种现存植物。该园是国际植物园保护组织的成员，是国家5A级旅游景区。

## 名称
该植物园由作家茅盾题名为“厦门园林植物园”，但规范文件中使用“厦门市园林植物园”。由于植物园大部分占据万石山，因而有“万石植物园”的俗称。在2019年《厦门日报》的报道中，部分路牌、指示牌出现名称混用的情况，而景区大门口的巨石写有“厦门植物园”的字样，从而导致游客误解，相关部门表示将规范名称。

## 历史
1960年动工。1984年2月10日，邓小平在植物园的南洋杉草坪区栽种了一棵樟树。
2019年下半年，厦门市园林植物园启动创建国家5A级旅游景区工作。2022年7月，位于曾厝垵片区的植物园南门开放，新建成的南门观景扶梯同步启用。

## 景区特色
园内设有南洋杉草坪、多肉植物园、仙人掌园、苏铁园、裸子植物园、雨林区、草本花卉园、奇异植物园、棕榈园、竹园、山茶园、藤本植物园、药用植物园、姜科植物园、闽台植物园、民泰园16个专题区，其中多肉植物园是中国面积最大的多肉植物展示区。
园内有多座寺庙，包括：天界寺、万石莲寺、半陵土地庙、中岩寺、太平岩寺等。

## 研究与保护
该园是国家三角梅种质资源库的所在地，于2023年11月开放，保存有420多个三角梅品种，数量为全国之最。
此外，该园还设有棕榈植物保护中心、生物技术实验室、多肉植物实验室和植物标本室。